# 1482

## Události
- dobytí Granady
- morová epidemie v českých zemích

### Probíhající události
- 1455–1487 – Války růží

## Narození
- 29. června – Marie Aragonská, portugalská královna jako manželka Manuela I. († 7. března 1517)
- ? – Antón de Alaminos, španělský mořeplavec († 1520)
- ? – Linhart I. z Lichtenštejna, moravský šlechtic († 1534)

## Úmrtí
- 20. února – Luca della Robbia, italský sochař (* červenec 1400)
- 27. března – Marie Burgundská, burgundská, lucemburská a brabantská vládnoucí vévodkyně (* 13. února 1457)
- 2. července – Perchta II. z Boskovic, abatyše starobrněnského kláštera (* ?)
- 25. srpna – Markéta z Anjou, anglická královna, manželka Jindřicha VI. (* 1430)
- 25. srpna – Tas z Boskovic, olomoucký biskup a brněnský kanovník (* 1446)
- 22. září – Filibert I. Savojský, savojský vévoda (* 17. srpna 1465)
- ? – Hugo van der Goes, vlámský malíř (* asi 1440)
- ? – Abd Ar-Razzák, perský historik a cestovatel (* 1413)

## Hlavy států
- České království – Vladislav Jagellonský
- Svatá říše římská – Fridrich III.
- Papež – Sixtus IV.
- Anglické království – Eduard IV.
- Dánsko – Jan I.
- Francouzské království – Ludvík XI.
- Polské království – Kazimír IV. Jagellonský
- Uherské království – Matyáš Korvín
- Litevské velkoknížectví – Kazimír IV. Jagellonský
- Norsko – interregnum
- Portugalsko – Jan II.
- Švédsko – regent Sten Sture
- Rusko – Ivan III. Vasiljevič
- Kastilie – Isabela Kastilská
- Aragonské království – Ferdinand II. Aragonský